# Acronicta metra
Acronicta metra är en fjärilsart som beskrevs av Smith 1911. Acronicta metra ingår i släktet Acronicta och familjen nattflyn. Inga underarter finns listade i Catalogue of Life.